# 馬蓋克火山
58°11′42″N 155°15′11″W / 58.195°N 155.253°W

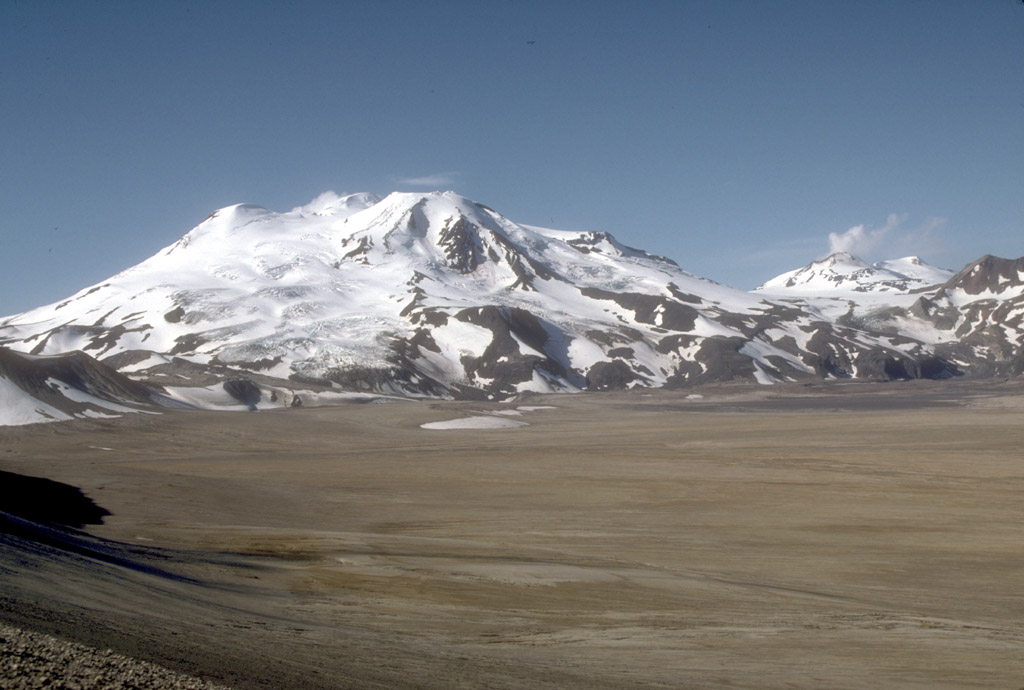

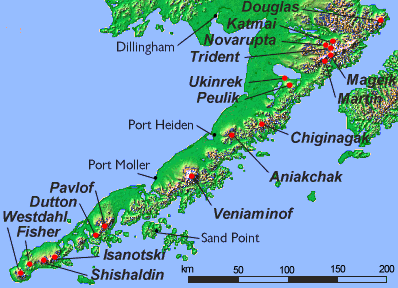

馬蓋克火山是美國的火山，位於阿拉斯加半島，由卡特邁國家公園和自然保護區負責管轄，屬於阿留申山脈的一部分，海拔高度2,165米，最近一次火山噴發在公元前500年發生。

## 外部連結
- Volcanoes of the Alaska Peninsula and Aleutian Islands-Selected Photographs （页面存档备份，存于）
- Alaska Volcano Observatory （页面存档备份，存于）